# Fehrbellin
Fehrbellin é um município da Alemanha, situado no distrito de Ostprignitz-Ruppin, no estado de Brandemburgo. Tem 269,06 km² de área, e sua população em 2019 foi estimada em 8.943 habitantes.